# Krokava
Krokava (ungarisch Kopárhegy – bis 1907 Krokava, alternativ Krokova) ist eine Gemeinde in der südlichen Mittelslowakei mit 18 Einwohnern (Stand 31. Dezember 2024), die im Okres Rimavská Sobota, einem Kreis des Banskobystrický kraj, liegt und zur traditionellen Landschaft Gemer gehört.

## Geographie

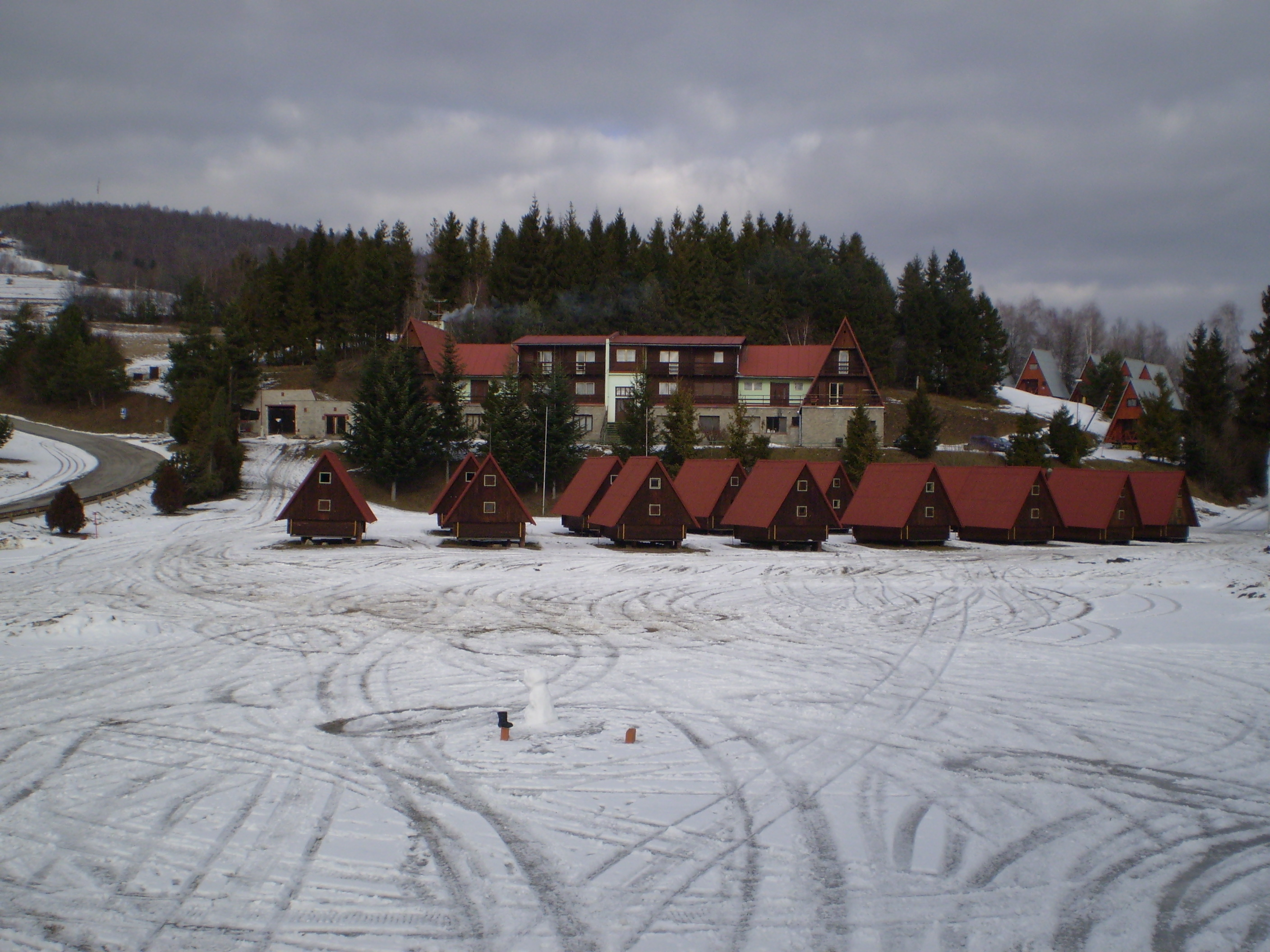
Erholungsstätte Krokava im Winter

Die Gemeinde befindet sich im Gebirge Stolické vrchy innerhalb des Slowakischen Erzgebirges, im Quellbereich des Baches Krokavka im oberen Einzugsgebiet des Blh und weiter der Rimava. Das Ortszentrum liegt auf einer Höhe von 800 m n.m. und ist 21 Kilometer von Hnúšťa sowie 40 Kilometer von Rimavská Sobota entfernt (jeweils Straßenentfernung).
Nachbargemeinden sind Ratkovské Bystré im Norden, Hrlica im Nordosten und Osten, Ploské im Südosten, Rovné (Ortsteil Ratkovská Zdychava) im Süden, Hnúšta (Stadtteil Polom) im Westen und Tisovec (Stadtteile Rimavská Píla und Tisovec) im Nordwesten.

## Geschichte
Krokava wurde zum ersten Mal 1427 als Crokwa schriftlich erwähnt, als es Besitz der Familie Derencsényi war, die hier im selben Jahr sechs Porta besaß. Im 18. Jahrhundert gehörten die Ortsgüter der Familie Koháry. Nachdem der Ort nach 1550 von den osmanischen Truppen verwüstet worden war, blieb das Gebiet bis zur Neubesiedlung in der zweiten Hälfte des 17. Jahrhunderts unbewohnt. 1828 zählte man 47 Häuser und 402 Einwohner, die als Viehhalter beschäftigt waren.
Bis 1918/19 gehörte der im Komitat Gemer und Kleinhont liegende Ort zum Königreich Ungarn und kam danach zur Tschechoslowakei beziehungsweise heute Slowakei. Nach dem Ersten Weltkrieg waren die Einwohner auch als Weber, Hersteller von Holzgeschirr sowie als Saisonarbeiter in umliegenden Bergwerken tätig.

## Bevölkerung
| Jahr                | 1994 | 2004    | 2014     | 2024     |
| ------------------- | ---- | ------- | -------- | -------- |
| Anzahl der Personen | 35   | 34      | 29       | 18       |
| Unterschied         |      | −2,85 % | −14,70 % | −37,93 % |

| Jahr                | 2023 | 2024 |
| ------------------- | ---- | ---- |
| Anzahl der Personen | 18   | 18   |
| Unterschied         |      | +0 % |

Gemäß der Volkszählung 2011 wohnten in Krokava 31 Einwohner, davon 30 Slowaken und ein Magyare.
21 Einwohner bekannten sich zur Evangelischen Kirche A. B. und sieben Einwohner zur römisch-katholischen Kirche. Drei Einwohner waren konfessionslos.

## Baudenkmäler
- Glockenturm im Volksbaustil aus dem späten 18. Jahrhundert[6]